# Hachem (tribu)
Les Hachem ou Hchem étaient une grande tribu algérienne d'origine berbère de Toudjine qui faisait partie des Badine, la grande tribu de Zenata. Toudjine a comme frères les Bni Zian (Bni Abd el-Wad), les Mozabites, les Bni Zradel et les Bni Rached). La tribu des Hachem était fortement implantée à Mascara (Hchem Chergia et Hchem Ghraba) à Ain Defla, Medjana, Jijel[réf. nécessaire] et d'autres wilayas de l'Ouest algérien.
Il est à peu près certain que les Béni Rached médiévaux se transformèrent, vers la fin du XVIIIe siècle, en Hachem.

## Sources
1. ↑  Pierre Boyer, « Historique des Béni Amer d'Oranie, des origines au Senatus Consulte. », Revue des mondes musulmans et de la Méditerranée, vol. 24, no 1,‎ 1977, p. 49-50 (DOI 10.3406/remmm.1977.1420, lire en ligne, consulté le 7 septembre 2022)

- Histoire des Berbères et des dynasties musulmanes en Afrique par Ibn Khaldoune
- Histoire d'Algérie par Yahia Bou Aziz
- Notice sur le Hachem de Mascara